# Anwil Włocławek
Włocławskie Towarzystwo Koszykówki Anwil Włocławek (deutsch: Włocławeker Basketballvereinigung Anwil Włocławek) ist eine polnische Profibasketballmannschaft aus Włocławek (deutsch Leslau), Polen. Der Club spielt momentan in der Polska Liga Koszykówki, der höchsten polnischen Basketball-Liga. In der Saison 2011/12 nahm der Verein an der Qualifikation zur Finalrunde zur VTB United League 2011/12 teil, wo er scheiterte. 2002/03 gelang dem Verein mit dem Gewinn der polnischen Meisterschaft sein bis dahin größter Erfolg, den man 2018 und 2019 wiederholen konnte. Zudem konnte man bereits drei Mal den polnischen Pokal gewinnen.

## Ehemalige Trainer
- 199700000  Rajko Toroman
- 200000000  Danijel Jusup
- 2001–2002  Aleksandar Petrović
- 2002–2006  Andrej Urlep
- 2007–2008  Aleš Pipan
- 2008–2010  Igor Griszczuk
- 2010–2012  Emir Mutapčić
- 2014–2015  Predrag Krunić
- 201500000  Marcin Woźniak
- 2015–2020   Igor Miličić
- 202000000  Dejan Mihevc
- 2020–2021  Marcin Woźniak
- Seit 2021 0  Przemysław Frasunkiewicz